# Agência Europeia de Medicamentos
A Agência Europeia de Medicamentos (sigla: EMA, previamente EMEA) é um organismo descentralizado da União Europeia criado em 1995.
Tem total responsabilidade de monitoramento científico, avaliação, supervisão e segurança relativa a toda e qualquer substância e medicamento desenvolvida por laboratórios farmacêuticos para uso no espaço Europeu.
Visa informar a Comissão Europeia do momento em que os medicamentos para uso humano e veterinário estão prontos a ser introduzidos no mercado, controlando aspetos como  efeitos secundários indesejáveis e formula pareceres e patentes científicos.
Como consequência da saída do Reino Unido da União Europeia (vulgarmente conhecido por Brexit), a sede que actualmente se encontra em Londres vai ser relocalizada para Amesterdão, nos Países Baixos.

## Representantes por Países
Cada país faz-se representar por uma autoridade local (em Portugal é o Infarmed) que faz o monitoramento e licenciamento de medicamentos e autoriza, por exemplo, a ação de farmácias online.
|  | EU Member State | Register of online retailers                                            |
|  | --------------- | ----------------------------------------------------------------------- |
|  | Austria         | https://versandapotheken.basg.gv.at (DE)                                |
|  | Bélgica         | http://www.fagg-afmps.be (NL) http://www.fagg-afmps.be (FR)             |
|  | Bulgaria        | http://www.bda.bg (BG)                                                  |
|  | Croácia         | http://www.halmed.hr (HR)                                               |
|  | Chipre          | http://www.moh.gov.cy (EL) http://www.moh.gov.cy (EN)                   |
|  | Chéquia         | http://www.sukl.eu (EN)                                                 |
|  | Dinamarca       | http://laegemiddelstyrelsen.dk (DK) http://laegemiddelstyrelsen.dk (EN) |
|  | Estónia         | http://rkav.sm.ee (ET/EN)                                               |
|  | Finlândia       | http://www.fimea.fi (FI)                                                |
|  | França          | www.ordre.pharmacien.fr (FR)                                            |
|  | Alemanha        | http://www.dimdi.de (DE)                                                |
|  | Grécia          | não disponível                                                          |
|  | Hungria         | http://www.ogyei.gov.hu (HU)                                            |
|  | Irlanda         | http://thepsi.ie (EN)                                                   |
|  | Itália          | http://www.salute.gov.it (IT) http://www.salute.gov.it (IT)             |
|  | Letónia         | https://www.zva.gov.lv (LV) https://www.zva.gov.lv (EN)                 |
|  | Lituânia        | http://www.vvkt.lt (LT)                                                 |
|  | Luxembourgo     | não disponível                                                          |
|  | Malta           | http://medicinesauthority.gov.mt (EN)                                   |
|  | Holanda         | http://www.aanbiedersmedicijnen.nl (NL)                                 |
|  | Polónia         | https://www.gif.gov.pl (PL)                                             |
|  | Portugal        | http://www.infarmed.pt (PT)                                             |
|  | Roménia         | não disponível                                                          |
|  | Eslováquia      | http://www.sukl.sk (SK)                                                 |
|  | Eslovénia       | http://www.mz.gov.si (SI)                                               |
|  | Espanha         | www.distafarma.aemps.es (ES)                                            |
|  | Suécia          | https://lakemedelsverket.se (SE)                                        |
|  | Reino Unido     | www.gov.uk/mhra (EN)                                                    |